# Помірки (місцевість)
Помірки — місцевість Харкова, розташована на північ від центральної частини міста та розмежована Харківським шосе на два урбаноніми — Помірки (Київський район) та Помірки-Бакпрепарати (Шевченківський район). До складу першого входять квартали, які обмежені на півдні вулицею Рудика, на сході — Лісопарківською вулицею, на півночі — навчальними корпусами ХНУВС і УІПА та на заході — Харківським шосе, що межують на півдні з державним авіаційним виробничем підприємством, на сході — з Шишківкою, на півночі — з селищем Жуковського. Другий обмежений на півдні кварталами Лісопарку від тупика дитячої залізниці, на сході — Харківським шосе.